# Amborellaceae
Amborellaceae é uma família de plantas com flor, endémica da Nova Caledónia. A família é composta por uma única espécie, Amborella trichopoda. O sistema APG IV reconhece esta família monotípica na sua própria ordem, Amborellales, também monotípica. A família é considerada como integrando a linhagem mais basal do clade das angiospérmicas, parte do grado conhecido por ANA de angiospérmicas basais.

## Outros sistemas de classificação
O sistema Cronquist, de 1981, coloca a família
na ordem Laurales
na subclasse Magnoliidae,
na classe Magnoliopsida [=dicotiledóneas]
da divisão Magnoliophyta [=angiospérmicas].
O sistema Thorne coloca a família
na ordem Magnoliales, por sua vez inserida
na superordem Magnolianae,
na subclasse Magnoliideae [=dicotiledóneas],
na classe Magnoliopsida [=angiospérmicas].
O sistema Dahlgren coloca a família
na ordem Laurales, por sua vez inserida
na superordem Magnolianae
na subclasse Magnoliideae [=dicotiledóneas],
na classe Magnoliopsida [=angiospérmicas].